# Епархия Святого Фомы в Сиднее
Епархия святого апостола Фомы в Сиднее (лат. Eparchia Sancti Thomas Apostoli Sydneyensis Chaldaeorum) — епархия Халдейской католической церкви с центром в городе Сидней, Австралия. Численность верующих епархии святого апостола Фомы составляет около 60.000 человек.

## История
21 октября 2006 года Папа Римский Бенедикт XVI выпустил апостольскую конституцию Inter gravissimas, которой учредил епархию святого апостола Фомы в Сиднее для верующих Халдейской католической церкви, проживающих в Австралии и Океании.

## Ординарии епархии
- епископ Джибраил Кассаб (21.10.2006 — 15.01.2015);
- архиепископ ad personam Эмиль Шимун Нона (с 15 января 2015 года).

## Статистика
| год  | население | население | население | священники | священники        | священники         | священники                           | постоянные диаконы | монахи  | монахи  | приходы |
| год  | католики  | всего     | %         | всего      | белое духовенство | черное духовенство | число католиков на одного священника | постоянные диаконы | мужчины | женщины | приходы |
| ---- | --------- | --------- | --------- | ---------- | ----------------- | ------------------ | ------------------------------------ | ------------------ | ------- | ------- | ------- |
| 2006 | 29.000    | ?         | ?         | 7          |                   | 7                  | 4.142                                |                    | 7       |         | ?       |
| 2009 | 32.000    | ?         | ?         | 9          | 3                 | 6                  | 3.555                                |                    | 6       |         | 4       |
| 2010 | 31.000    | ?         | ?         | 9          | 3                 | 6                  | 3.444                                | 1                  | 6       |         | 4       |
| 2014 | 35.000    | ?         | ?         | 9          | 9                 |                    | 3.888                                | 5                  | 12      |         | 7       |
| 2017 | 35.000    | ?         | ?         | 9          | 9                 |                    | 3.888                                | 6                  |         | 2       | 5       |
| 2020 | 60.000    | ?         | ?         | 11         | 11                |                    | 5.454                                | 5                  |         | 2       | 6       |